# Sahl Hasheesh
Sahl Hasheesh is een kustplaats in opbouw aan de Rode Zeekust in Egypte.
Sahl Hasheesh ligt aan een beschutte baai op 20 kilometer ten zuiden van de stad Hurghada. De naam — سهل حشيش betekent in het Arabisch "grasvlakte" of "groene vallei" — verwijst naar de golfterreinen die aangelegd zijn of zullen worden en naar de vele palmbomen en andere aanplantingen die voorzien zijn. Voor de kust ligt het eilandje Abu Hasheesh, dat een aantrekkingspunt is voor snorkelaars en duikers. De algemene leiding van de bouw van deze nieuwe nederzetting is in handen van de projectontwikkelaar Egyptian Resorts Company (ERC), een in 1996 opgerichte beursgenoteerde vennootschap met hoofdzetel in Caïro. ERC bezit de exclusieve rechten op een terrein van 4.059 hectare woestijngrond met ruim elf kilometer kustlijn. De bedoeling is om op dit uitgestrekte terrein een volledige stad te bouwen, met hotels, flats, woningen, kantoorgebouwen, hospitalen, scholen en ook parken, een botanische tuin, waterpartijen en golfbanen. Het streefdoel is 35.000 hotelkamers en evenveel verblijfseenheden (flats, huizen). Het beoogde publiek bestaat uit vakantiegangers die een zon- en duikvakantie boeken en uit kapitaalkrachtige kopers (uit Egypte en het buitenland) van een vakantieflat of -woning. Daarnaast wordt ook gemikt op een aanzienlijk aantal permanente bewoners, die van Sahl Hasheesh meer dan louter een vakantieoord zouden moeten maken.
ERC staat in voor de algemene aanleg en de infrastructuur: wegen en voetpaden, elektriciteit en openbare verlichting, ontziltingsfabriek en drinkwaternet, riolering, waterzuiveringsstation en irrigatie, parken en openbare aanplantingen, vijvers en lagunes. Er wordt zelfs een kabelbaan voorzien. De totale investeringskost voor de infrastructuur wordt geraamd op 180 miljoen euro. Voor de rest bouwt ERC niet zelf, maar stelt het percelen ter beschikking van geïnteresseerde bedrijven, zoals hotelketens en vastgoedfirma's. Een voorbeeld hiervan is de Pyramisa-groep, die vanaf 2007 begon met de bouw van een hotel en diverse appartementsblokken. Om dit alles in goede banen te leiden, heeft ERC een wedstrijd uitgeschreven voor het ontwerpen van een globaal masterplan. Deze wedstrijd werd in 2008 gewonnen door het internationale ontwerpbureau Wimberly, Allison, Tong & Goo (WATG) uit Irvine, Californië. Het definitieve masterplan kwam gereed in 2011. Dit bepaalt de structuur van de nieuwe stad en bevat gedetailleerde richtlijnen voor al wie in Sahl Hasheesh wil gaan bouwen, onder meer betreffende de architecturale kwaliteiten en de te volgen procedures.
Het masterplan voorziet een indeling van de stad in zestien districten, die elk hun eigen karakter en functies zullen hebben. Thans (2014) zijn er daarvan nog maar twee in ontwikkeling, namelijk de districten 1 en 2. District 1 is het meest uitgestrekte en beslaat bijna de volledige kustlijn. Het is ingedeeld in drie subdistricten: 1A (The Headlands), 1B (The Vintage) en 1C (Seaside). Hiervan is de bouw al het verst gevorderd. Er werden een kustboulevard en een pier aangelegd, er zijn al diverse hotels in bedrijf, er staan appartementsblokken en in het meest noordelijke gedeelte zijn een aantal kustvilla's in opbouw. In het zuidoosten van het terrein is in 2011 begonnen met de ontwikkeling van district 2, die de aanleg van een jachthaven met ruim driehonderd ligplaatsen (Sawari Marina) en de bouw van hotels en woningen behelst. District 2 wordt gerealiseerd door de Egyptische projectontwikkelaar Orascom Development, bekend van onder meer El Gouna en Taba Heights. De voltooiing van dit gedeelte is voorzien voor 2021.
Een timing voor de ontwikkeling van de overige veertien districten is er nog niet. De vraag is tegen wanneer dit wel heel ambitieuze project volledig afgewerkt zal kunnen worden.
Enkele hotels die buiten het projectgebied liggen maar erbij aansluiten — Oberoi Sahl Hasheesh, Albatros Citadel Resort (voorheen Citadel Azur Resort) — worden bij Sahl Hasheesh gerekend.

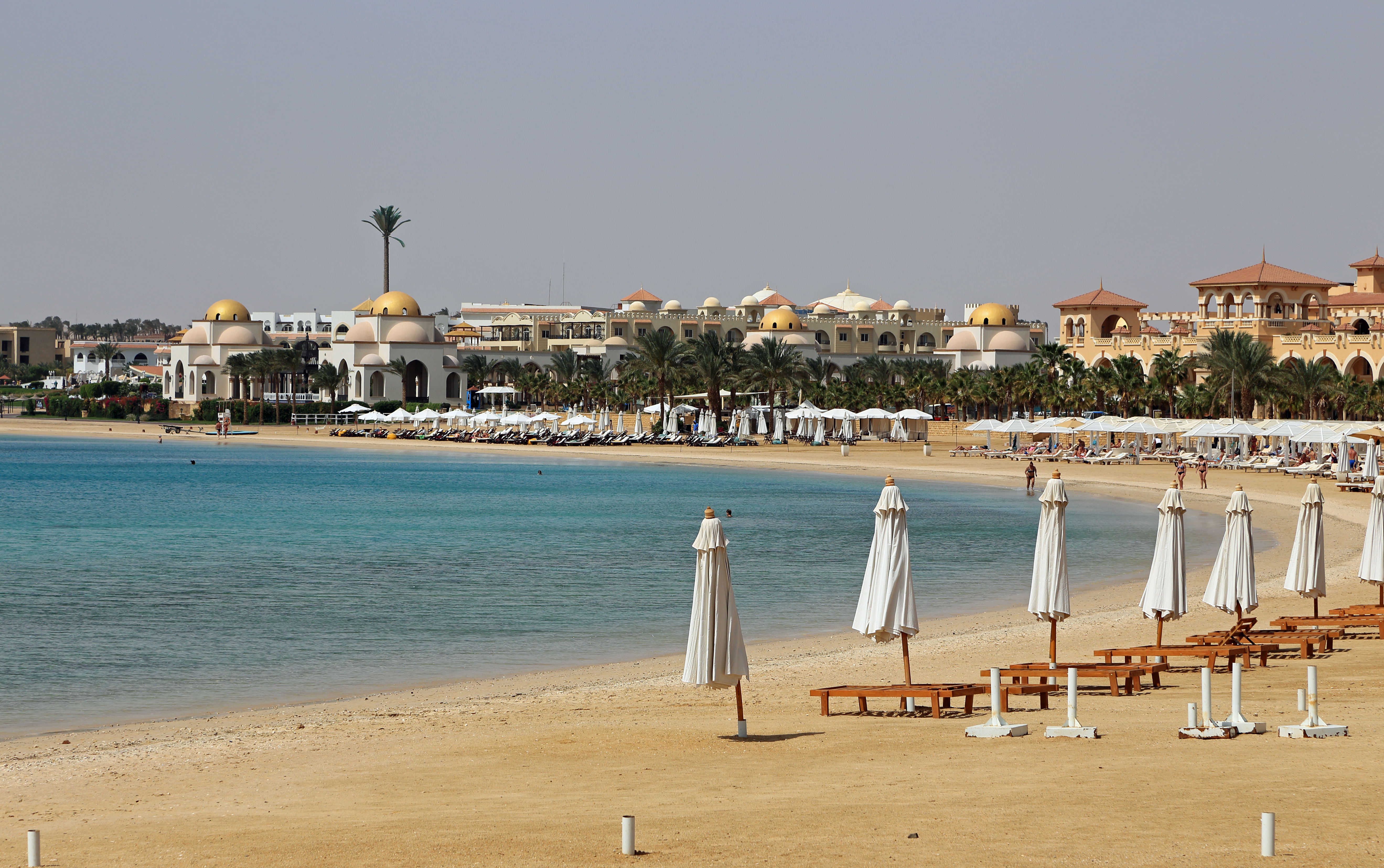
De baai van Sahl Hasheesh
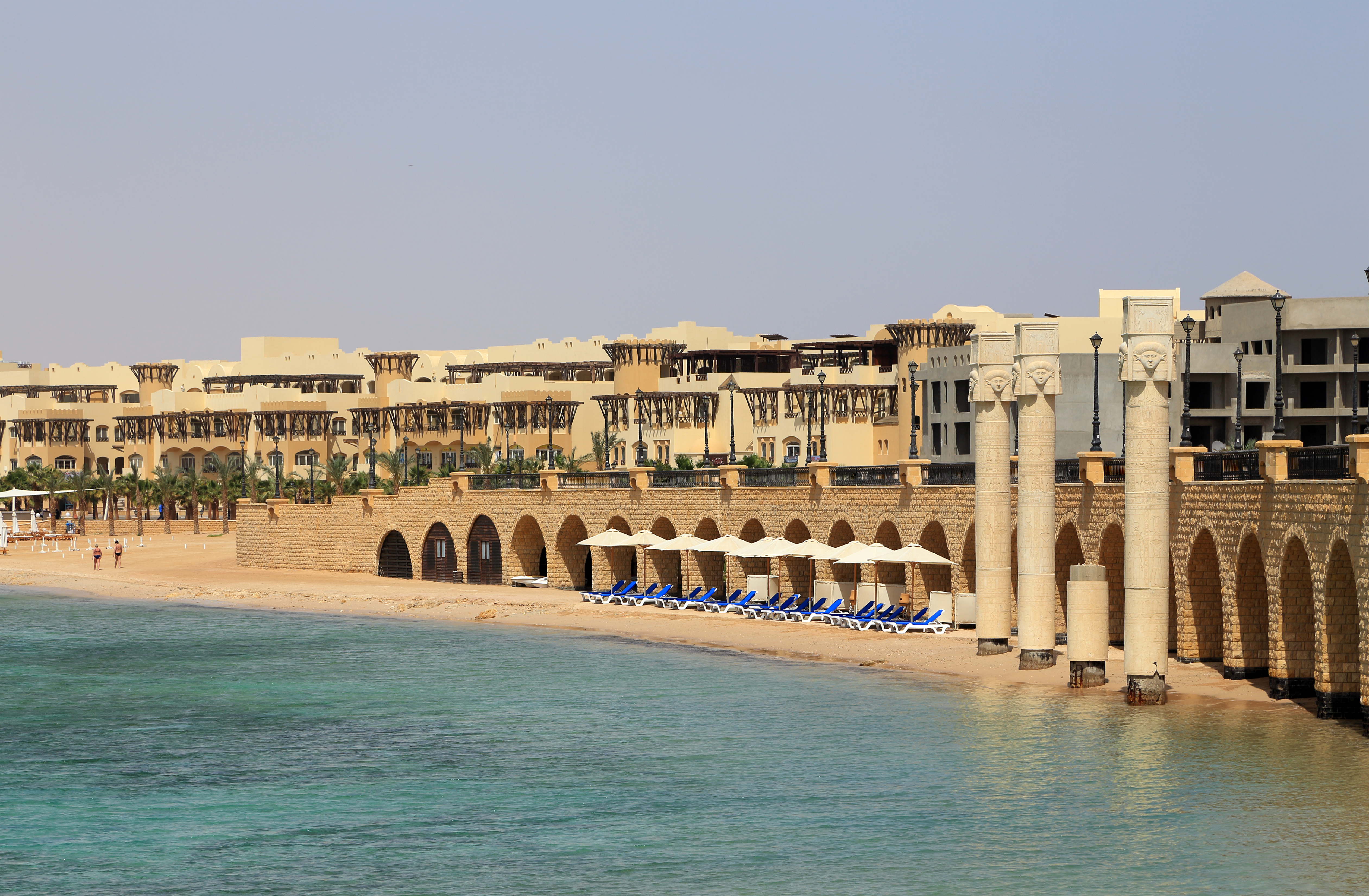
Gezicht vanop de pier
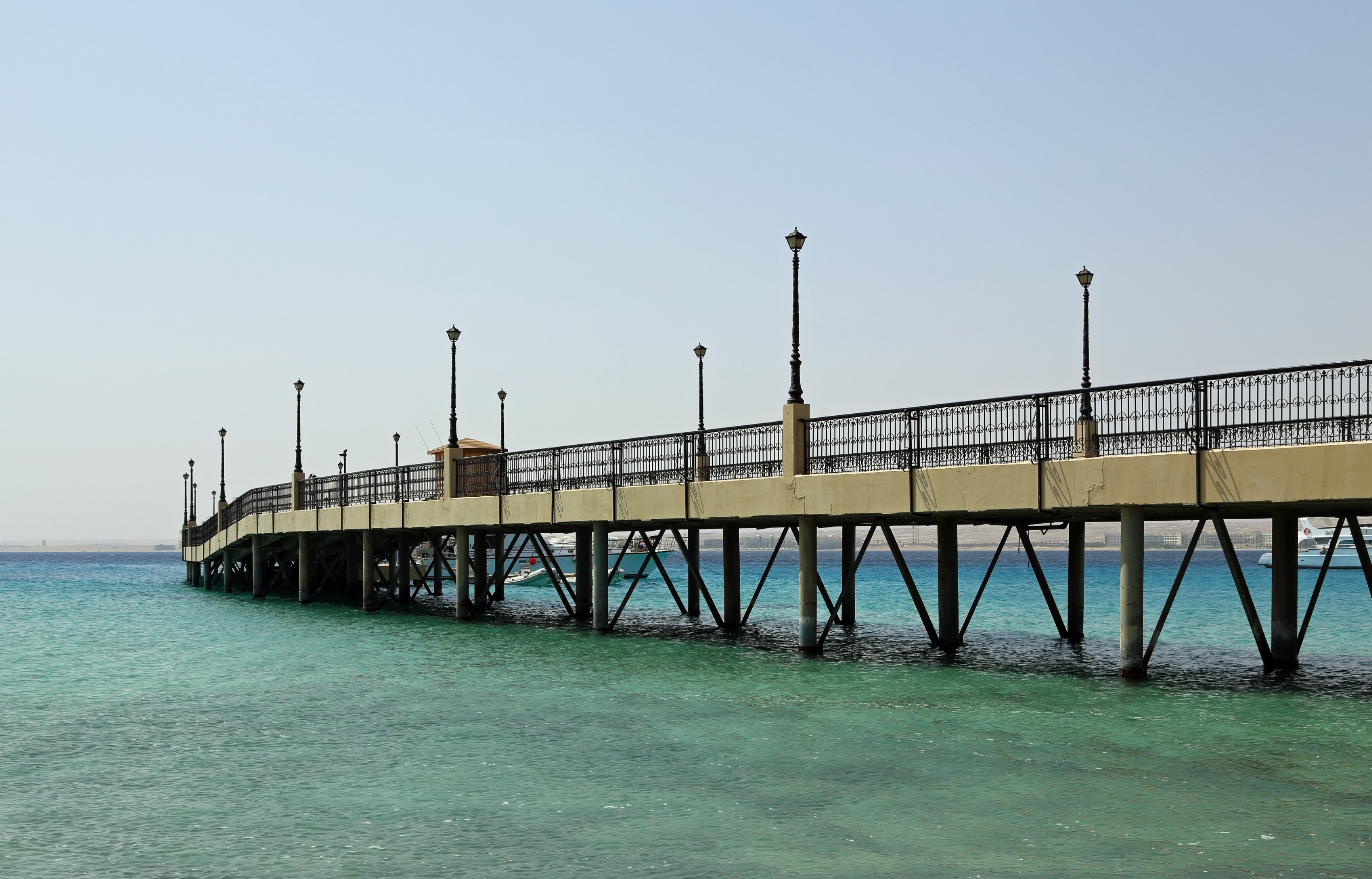
De pier
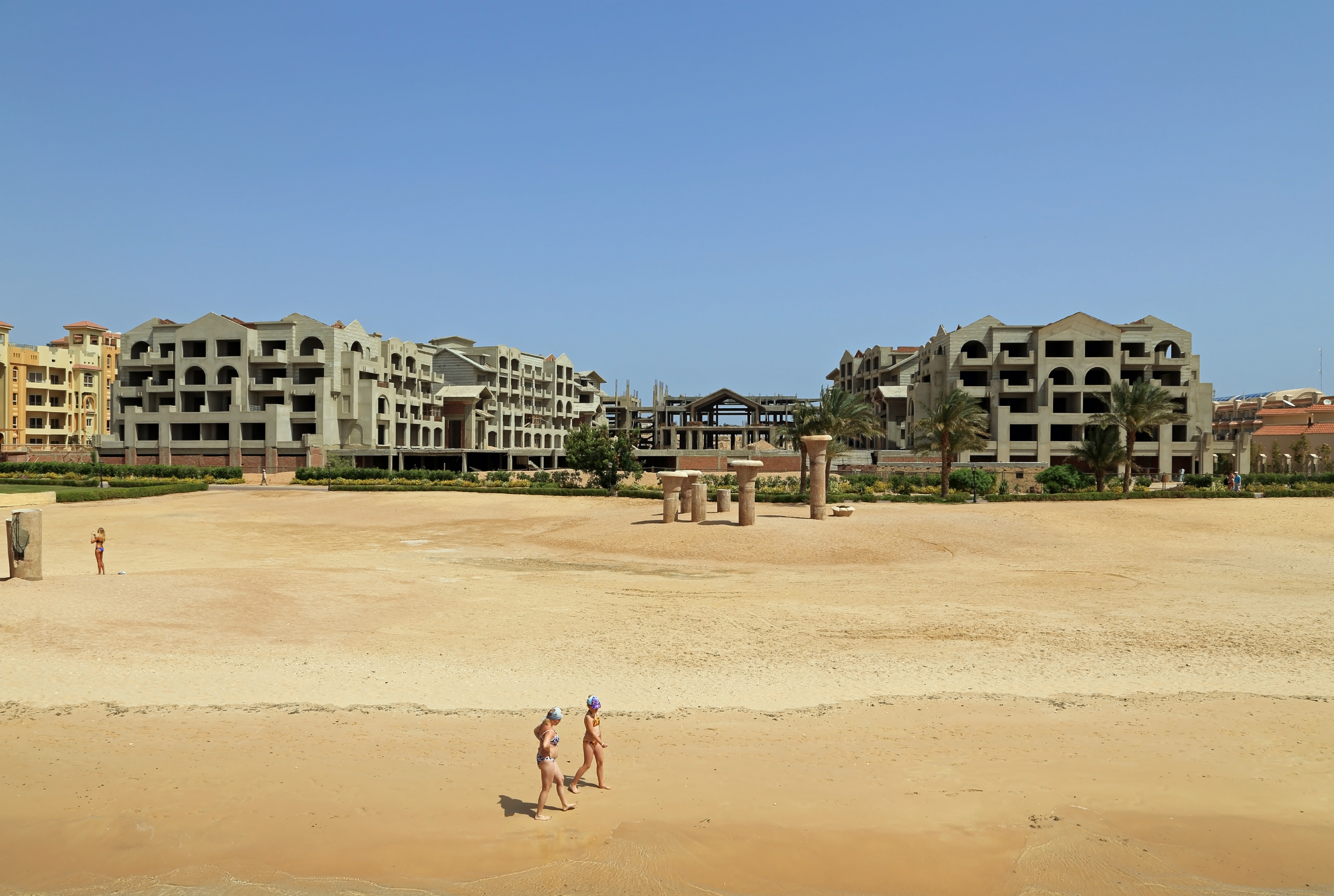
Hotel in opbouw
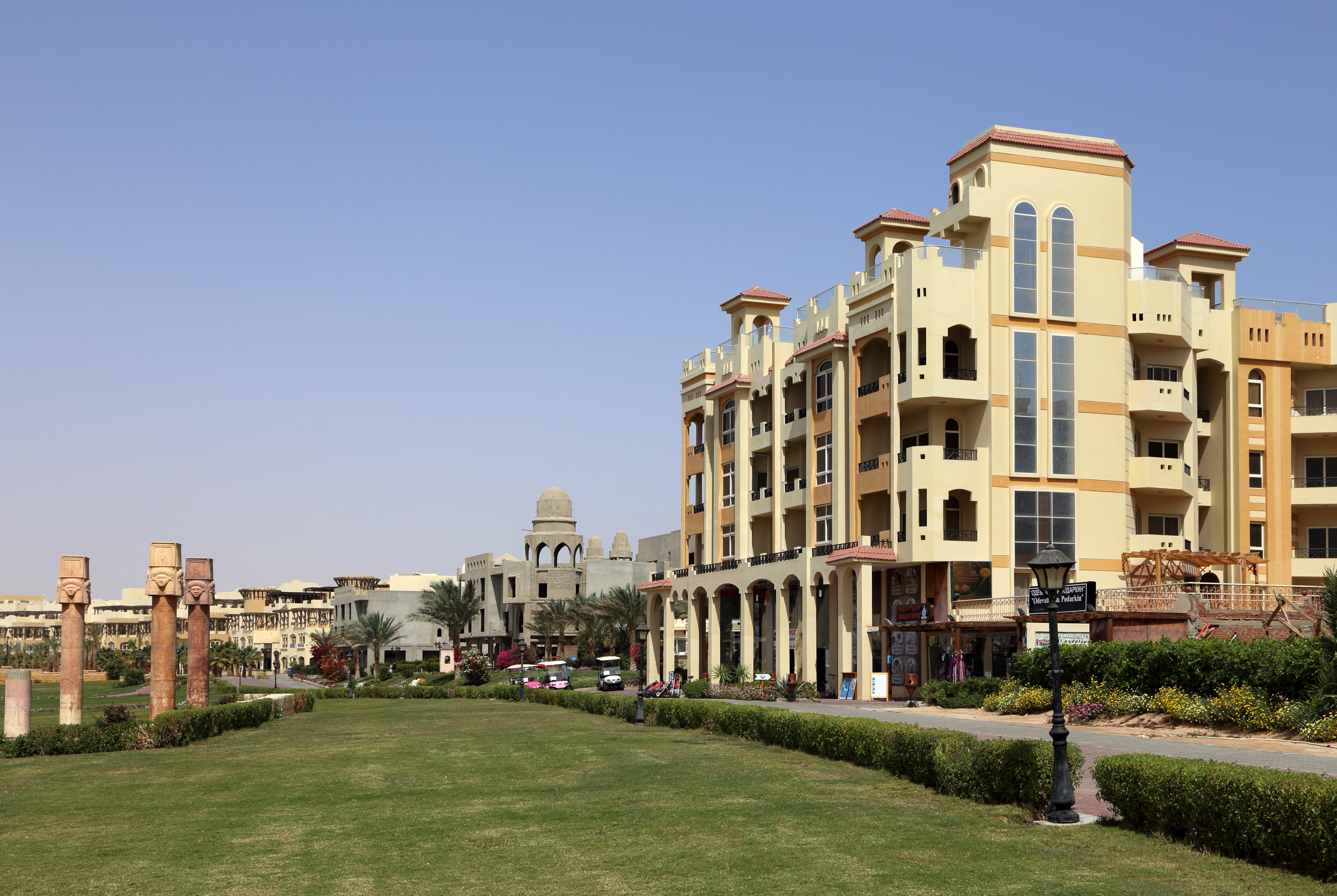
Kustboulevard
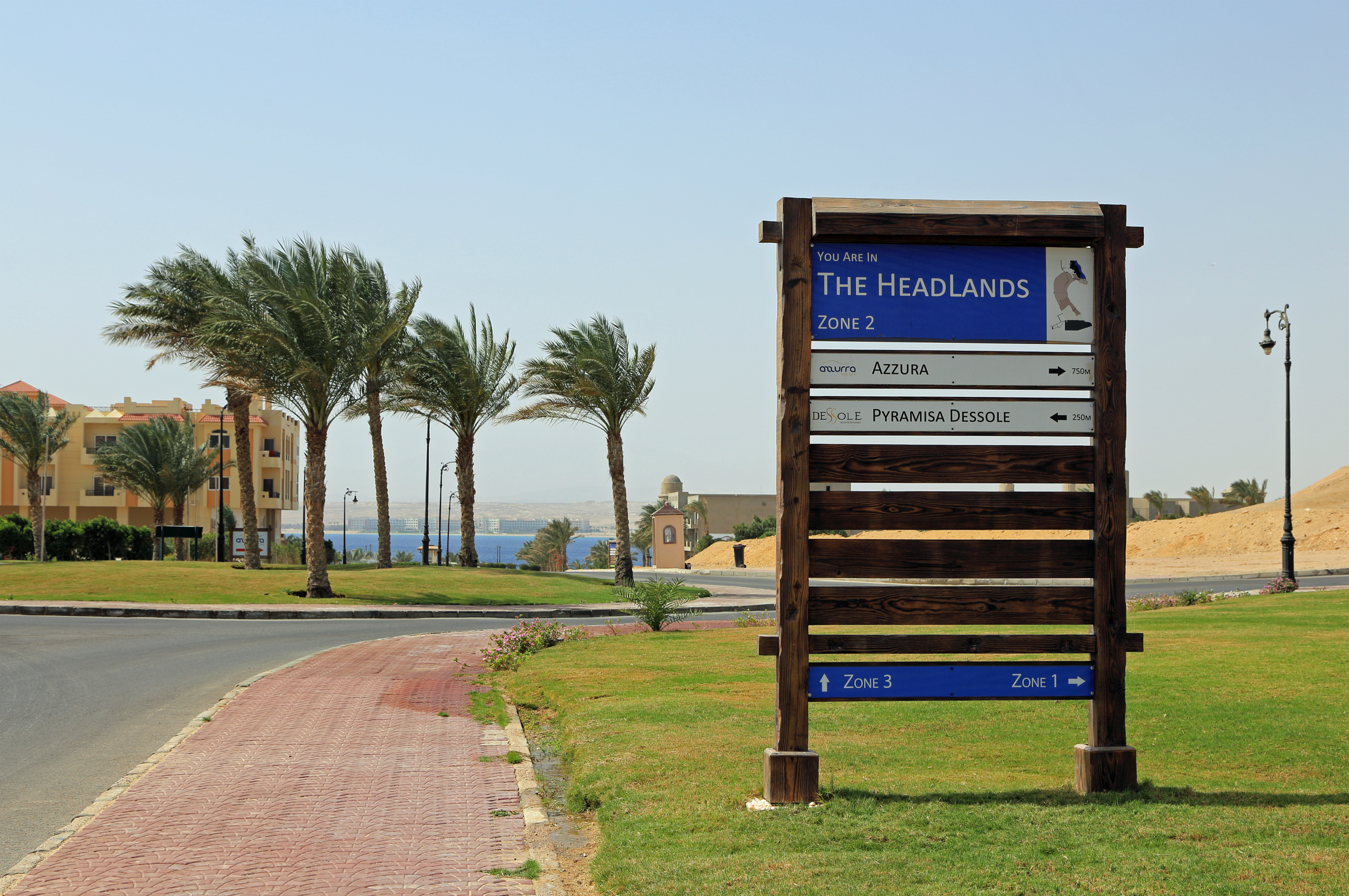
Informatiebord in district The Headlands
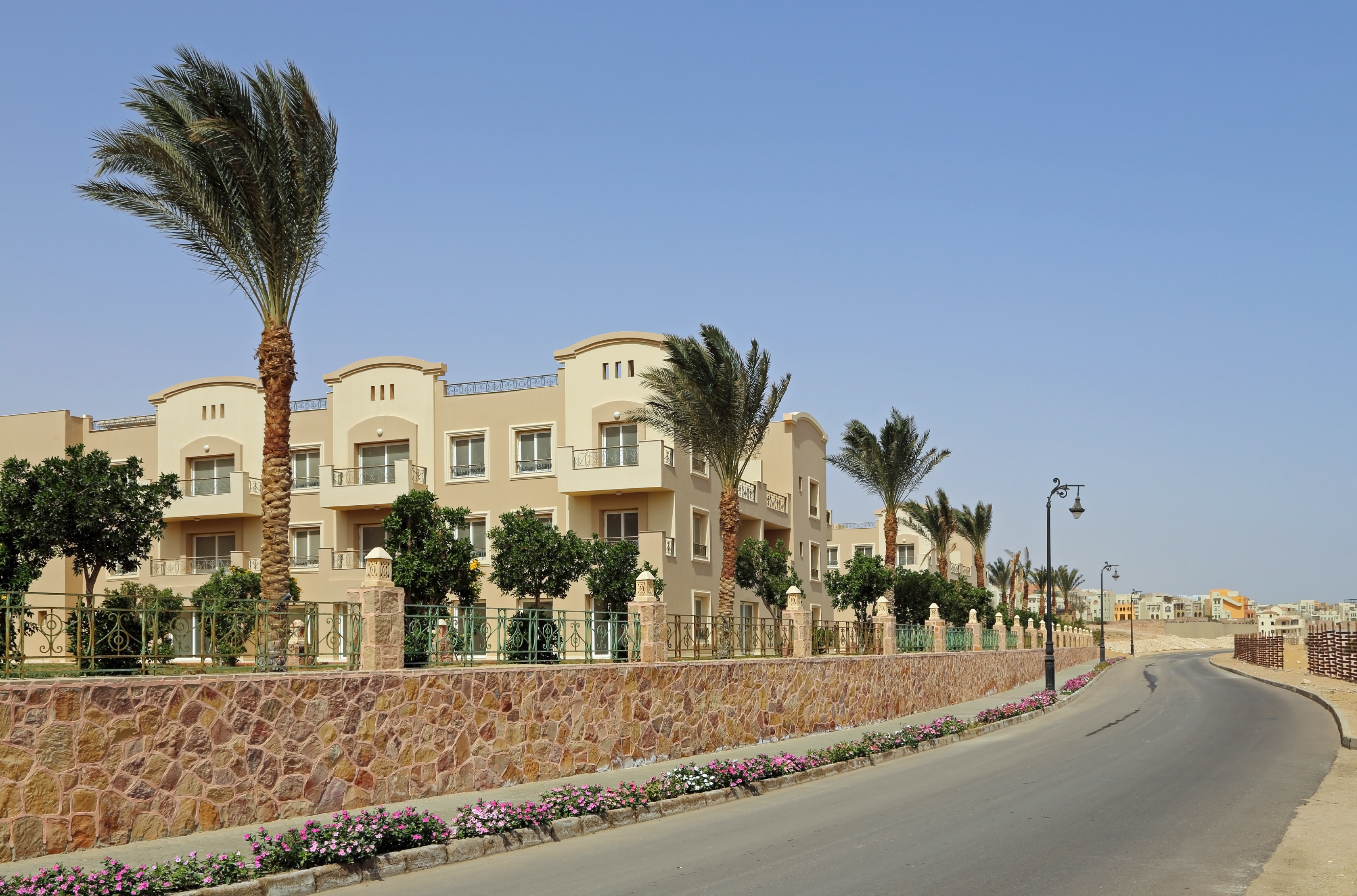
Appartementsblokken
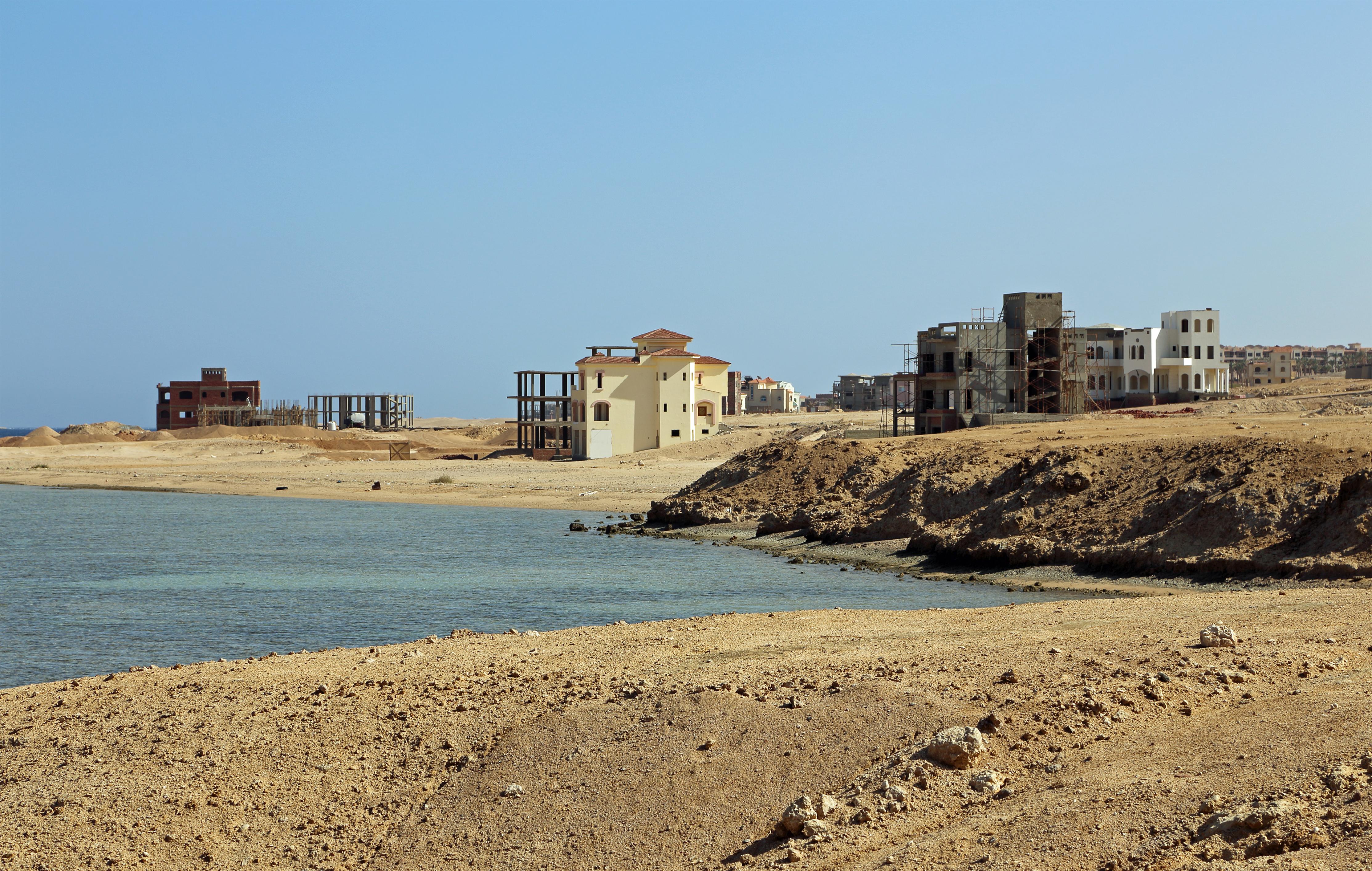
Kustvilla's in opbouw in de noordelijke zone van The Headlands